# Pampa (Castellar de la Ribera)

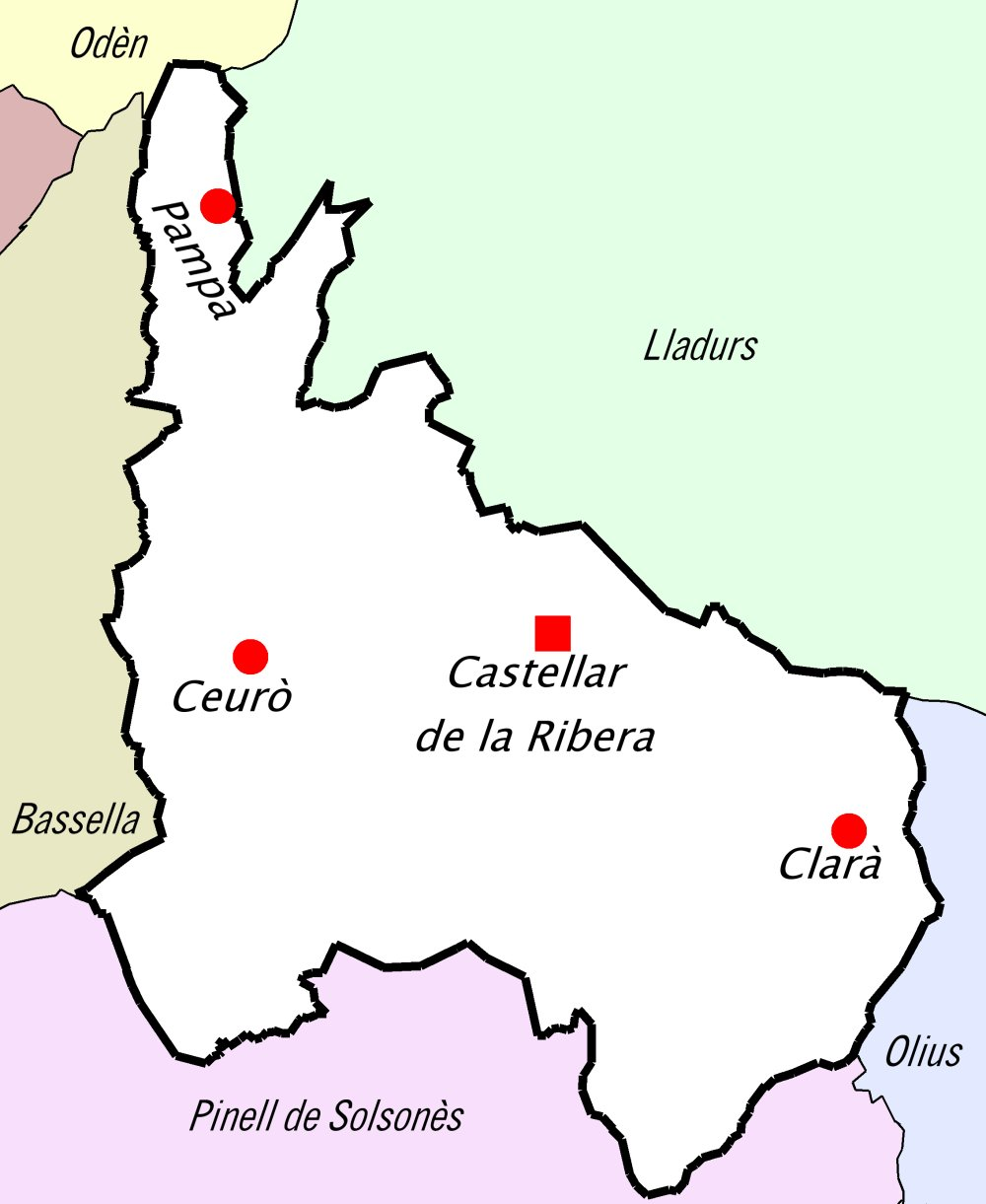
El terme municipal de Castellar

Pampa (a vegades també apareix escrit Pampe) és una entitat de població del municipi de Castellar de la Ribera que el 2005 tenia censats 10 habitants. Situada a la banda més occidental del terme municipal, a l'entorn de les terres drenades pel barranc de Coscollola.
L'església parroquial, dedicada a Santa Marguerida, és a la dreta de la rasa de Solanes, a 745 m d'altitud, a mitja costa del vessant SE del Serrat de Pampa. Actualment, però ja no és parròquia, car va ser annexada a la parròquia de Ceuró. La despoblació del territori (el lloc de Pampa va quedar deshabitat el 1960) ha comportat que, fins i tot, hagi deixat de ser lloc de culte dominical atès que aquest ha estat traslladat a l'església de la Mare de Déu de Savila, també de la parròquia de Ceuró.

## Demografia
| Evolució demogràfica |            |            |            |                   |                   |                   |       |
| Any                  | Nucli urbà | Nucli urbà | Nucli urbà | Poblament dispers | Poblament dispers | Poblament dispers | Total |
| Any                  | Homes      | Dones      | Total      | Homes             | Dones             | Total             | Total |
| 2000                 | 0          | 0          | 0          | 3                 | 2                 | 5                 | 5     |
| 2001                 | 0          | 0          | 0          | 3                 | 2                 | 5                 | 5     |
| 2002                 | 0          | 0          | 0          | 2                 | 2                 | 4                 | 4     |
| 2003                 | 0          | 0          | 0          | 5                 | 5                 | 10                | 10    |
| 2004                 | 0          | 0          | 0          | 5                 | 5                 | 10                | 10    |
| 2005                 | 0          | 0          | 0          | 5                 | 5                 | 10                | 10    |
| 2006                 | 0          | 0          | 0          | 5                 | 5                 | 10                | 10    |
| 2007                 | 0          | 0          | 0          | 4                 | 5                 | 9                 | 9     |
| 2008                 | 0          | 0          | 0          | 3                 | 3                 | 6                 | 6     |
| Font: INE            |            |            |            |                   |                   |                   |       |

## Història
Aquesta església ja és esmentada l'any 839 en l'acta de consagració de la catedral de la Seu d'Urgell amb el topònim Pampano, que etimològicament ve del llatí pampinu:fulla de la figuera. Hi ha documentació que la primitiva església va ser reconstruïda a final del segle xi. L'església actual que, a diferència de les dues masies veïnes, es conserva en bon estat, no és pas l'esmentada del segle xi, ja que va ser totalment reconstruïda al mateix lloc l'any 1906.
No hi ha notícia que al lloc també s'hi aixequés un castell, com sol ser habitual als llocs on es troben les parròquies que es remunten a l'edat mitjana. No és probable que així fos perquè el que sí que se sap amb certesa és que el lloc pertanyia al terme de castell d'Oliana. Sí, en canvi, sembla força probable que en algun lloc del seu territori hi hagués alguna torre destinada a salvaguardar la seguretat dels seus habitants.
Un dels seus fills il·lustres va ser Bernat de Pampa, paborde de la catedral de Solsona, que va ser qui va contractar l'escultor Gilabert de Tolosa, autor de la imatge romànica de la Mare de Déu del Claustre, patrona de Solsona.

## Algunes masies del poblament
- Barraquer
- Comardons.
- La masia del Camp
-  Perdiguers.